# Cyclops franciscoloi
Cyclops franciscoloi – gatunek widłonoga z rodziny Cyclopidae. Pierwszy opis naukowy gatunku opublikował w 1951 roku włoski biolog morski Alessandro Brian (1873–1969).